# Litzelsdorf
Litzelsdorf is een gemeente in de Oostenrijkse deelstaat Burgenland, gelegen in het district Oberwart (OW). De gemeente heeft ongeveer 1200 inwoners.

## Geografie
Litzelsdorf heeft een oppervlakte van 13,9 km². Het ligt in het uiterste oosten van het land.
Bad Tatzmannsdorf · Badersdorf · Bernstein · Deutsch Schützen-Eisenberg · Grafenschachen · Großpetersdorf · Hannersdorf · Jabing · Kemeten · Kohfidisch · Litzelsdorf · Loipersdorf-Kitzladen · Mariasdorf · Markt Allhau · Markt Neuhodis · Mischendorf · Neustift an der Lafnitz · Oberdorf im Burgenland · Oberschützen · Oberwart · Pinkafeld · Rechnitz · Riedlingsdorf · Rotenturm · Schachendorf · Schandorf · Stadtschlaining · Unterkohlstätten · Unterwart · Weiden bei Rechnitz · Wiesfleck · Wolfau